# Tilt-A-Whirl

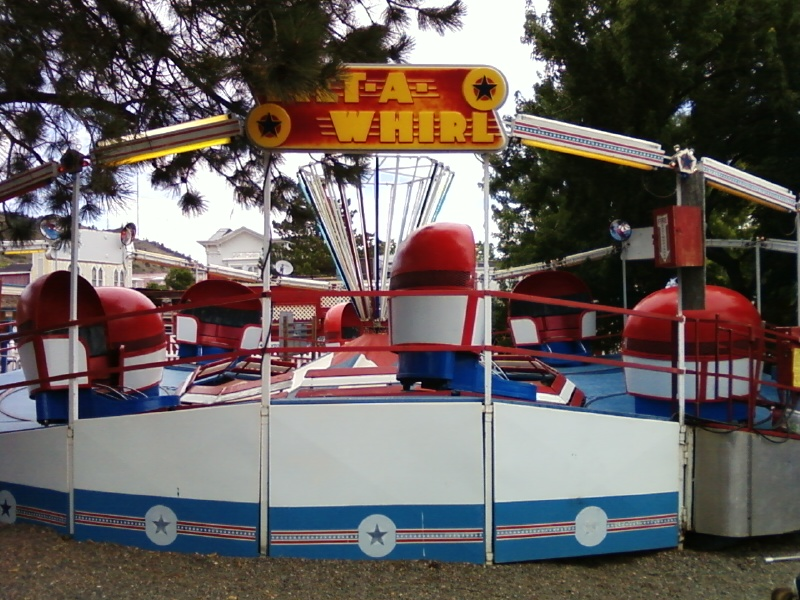
Tilt-A-Whirl de Heritage Square.

Tilt-A-Whirl est un type d'attraction populaire dans les foires et fêtes foraines mais que l’on trouve aussi dans quelques parcs d'attractions.

## Histoire
L'attraction a été conçue par le constructeur Sellner Manufacturing de Faribault, dans le Minnesota. Herbert Sellner, un travailleur du bois, qui avait spécialisé son entreprise dans la fabrication de toboggans aquatiques, invente le Tilt-A-Whirl en 1926. Le premier modèle fut mis en fonctionnement l'année suivante au Minnesota State Fair. Les premiers modèles étaient construits en bois, alimentés par un moteur à gaz et avec neuf voitures. Aujourd'hui ils sont construits de métal, d’aluminium et de fibre de verre, ils sont alimentés par sept petits moteurs électriques et possèdent sept voitures.
Depuis 1927, la compagnie a vendu plus de 1 000 exemplaires de Tilt-A-Whirls. La plupart de ceux développés dans les années 1940 - 1950 sont toujours opérationnels. Le plus vieux modèle de la compagnie toujours en action est un modèle de 1927 qui voyage avec le Tom Evans United Shows dans le Midwest.

## Concept et fonctionnement

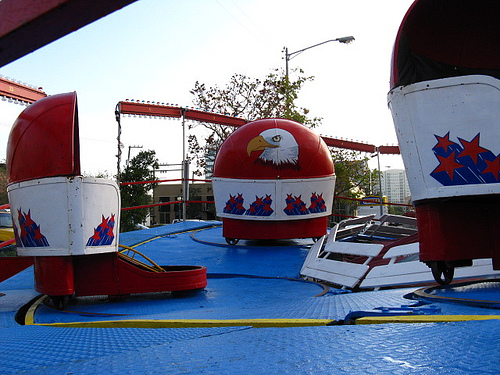
Gondoles sur la plate-forme.

L'attraction se présente sous la forme d'une grande plate-forme sinueuse sur laquelle sont disposés sept gondoles à rotations libres qui peuvent contenir jusqu'à quatre passagers chacune.
Quand la rotation de la plate-forme commence, les différentes voitures, sous leur propre poids, sont amenées à effectuer des rotations. La force centrifuge et la gravité entrent en compte et apportent aux passagers des sensations fortes.
Les voitures tournent dans différents sens et changent d'allure durant le tour. Les mathématiciens appellent ce mouvement chaotic motion.

## Attractions de ce type
- Twist & Shout - Canobie Lake Park
- Tilt-A-Whirl - Cedar Point
- ? - Conneaut Lake Park
- Tilt-A-Whirl - Elitch Gardens
- Tornado - Frontier City
- Tilt-A-Whirl - Hersheypark
- Turkey Whirl - Holiday World & Splashin' Safari
- Mexican Whip - Knott's Berry Farm
- Tilt-A-Whirl - Lakemont Park
- Circus Wheel - Six Flags Magic Mountain
- Tilter - Valleyfair!